# دونالد هاريس
دونالد هاريس (بالإنجليزية: Donald Harris)‏ هو لاعب كرة قاعدة أمريكي، ولد في 12 نوفمبر 1967 في واكو في الولايات المتحدة.

## وصلات خارجية
- دونالد هاريس على موقعبيزبول رفرنس.كوم (الدوري الرئيسي) (الإنجليزية)
- دونالد هاريس على موقعبيزبول رفرنس.كوم (الدوري الثانوي) (الإنجليزية)
- دونالد هاريس على موقع مشجعي الرسوم البيانية (الإنجليزية)